# Thomas McKibbon
Thomas Douglas McKibbon (Detroit, 29 de octubre de 1939) es un deportista estadounidense que compitió en remo. Ganó una medalla de bronce en el Campeonato Mundial de Remo de 1970 y una medalla de oro en el Campeonato Europeo de Remo de 1969.

## Palmarés internacional
| Campeonato Mundial | Campeonato Mundial      | Campeonato Mundial | Campeonato Mundial |
| Año                | Lugar                   | Medalla            | Prueba             |
| ------------------ | ----------------------- | ------------------ | ------------------ |
| 1970               | St. Catharines (Canadá) | Medalla de bronce  | Doble scull        |
| Campeonato Europeo |                         |                    |                    |
| Año                | Lugar                   | Medalla            | Prueba             |
| 1969               | Klagenfurt (Austria)    | Medalla de oro     | Doble scull        |

1. ↑  En algunas ediciones del Campeonato Europeo se permitió la participación de remeros de otros continentes.